# Sandalodes superbus
Sandalodes superbus là một loài nhện trong họ Salticidae.
Loài này thuộc chi Sandalodes. Sandalodes superbus được Ferdinand Karsch miêu tả năm 1878.